# 间序狗尾草
间序狗尾草（学名：Setaria intermedia），为禾本科狗尾草属下的一个植物种。其种加词“intermedia”意为“中间的”。